# Парси (Индия)
Вижте пояснителната страница за други значения на Парси.
Парсите са етнорелигиозна общност в Индия, Пакистан и други страни. Говорим език – гуджарати; каноничната им литература е на авестийски и пехлеви. Религиозна принадлежност: зороастрийци.

## Произход и история
Потомци са на зороастрийци от иранската провинция Фарс, дошли в Индия през 8 – 10 век сл. Хр. след завоюването на Иран от арабите. Спасявайки се от преследванията на мюсюлманските владетели, след известно скитане достигат до крайбрежието на съвременния щат Гуджарат. Впоследствие се разселват в съседната област Махаращра, предимно в района на съвременния град Мумбай. И днес най-големите общности са в Мумбай и Гуджарат.
Съществува легенда, свързана с преселването им в Индия, изложена в поемата „История на Санджан“ (Qeṣṣa-ye Sanjān), съчинена от жреца Бахман около 1600 г. Според легендата бежанците с няколко кораба, водени от съветите на астролозите, акостирали на о-в Див (край бреговете на Гуджарат). Там те бързо научили езика гуджарати. След това, пак по съвета на астролозите, отново тръгнали на път с корабите, попаднали в морска буря и дали обет, ако се спасят, да построят храм на огъня. Впоследствие се добрали до континенталния бряг – до Гуджарат, където получили разрешение от местния владетел Джади Рана да се заселят. Построили град Санджан (наречен така на името на родния им град в иранската област Хорасан). Сключили договор с Джади Рана, включващ 16 точки, определящи правилата на техния живот и дейността на тяхната община: задължавали се да говорят гуджарати, да носят дрехи като на местните хора, да не носят оръжие и други. На новото място – в село Удвада – те построили храм на огъня.
Достоверни исторически сведения за парсите преди ХVІІІ в. почти няма. През 1297 г. Гуджарат е нападнат от мюсюлмански завоеватели. Тогава голяма част от парсите се преселват на юг, на територията на сегашния щат Махаращра, в района на днешния град Мумбай.
Голяма роля за развитието на парсийската общност изиграва установяването на британското колониално владение в Индия. Парсите са основната общност, заселила се в основания от британците търговски и промишлен град Бомбай (сега Мумбай). През ХVІІІ в. част от тях се преселват в Калкута. До края на ХІХ в. парсите играят уникална роля в икономическия живот на Индия; едва в началото на ХХ в. и други общности преуспяват в традиционните сфери на дейност на парсите.
Впоследствие от Индия големи групи се преселват в китайската област Кантон, Хонконг, Пакистан (около Карачи), в по-ново време – във Великобритания и Канада.
С течение на времето престават да говорят фарси. Днес индийските парси говорят основно гуджарати, в по-малка степен – маратхийски и английски.

## Религия
Парсите изповядват зороастризма.
Най-почитаното място за парсите е храмът Ираншо („Аташ бехрам“) в град Удвада (щат Гуджарат), построен през 1742 г. Според преданието огънят в този храм е същият, който през VІІІ в. е донесен от Иран. Този храм е обявен от индийското правителство за един от деветте обекта за общонационално поклонничество.
В храмовете на огъня (агиари) служат преминали през специално обучение жреци (дастури), които носят бели тюрбани и платнени бели маски върху носа и устата (наподобяващи медицинските).

## Обичаи и традиции
Облеклото и кухнята на парсите не се отличават от тези на другите общности в Гуджарат.
Религиозните обреди те провеждат в домовете си – пред лампа със свещения огън.
Разпространени в качеството на амулети са обредни рисунки с вар по пода на дома („чоук“).
„Навджот“ – обредът за инициация (посвещение) на младежите включва завързване на свещения шнур „кущи“ и обличане на риза „судре“.
Всяка година на 31 март парсите отбелязват парсийската Нова година (Джамшеди навроз), като изпълняват ритуала Джашан („благодарност“).
Почитането на всички природни стихии поражда специфичния погребален обред: за да не осквернят свещените стихии огън, вода, въздух и земя чрез докосване до мъртво тяло, телата на мъртвите се оставят в така наречените „кули на мълчанието“ (дахма), където биват разкъсвани от лешояди. Дахма представляват кръгли масивни кухи кули без покрив – огромни надземни кладенци. Отвън каменна стълба, ориентирана от запад на изток, води към желязна врата, през която се стига до платформа, опасваща вътрешната стена на кулата. Тази платформа е разделена на три „ложета“: за труповете на мъже, за труповете на жени и за труповете на деца. След като лешоядите изкълват плътта, скелетите остават в ложето; два пъти в годината служителите в „Кулите на мълчанието“ ги хвърлят надолу – в кладенеца. При всяка „кула на мълчанието“ има един вид параклис („сагри“ или „сагади“), където опечалените се молят, докато гробарите изкачват мъртвото тяло до „ложето“. Параклисът се състои от две помещения – едното е за молитвите, а в другото гори свещеният огън. Названието „кула на мълчанието“ (Towers of Silence) е измислено през 1832 г. от Робърт Мърф, преводач при британското колониално правителство в Индия.
Парсите имат свое летоброене – през 2006 г. сл. Хр. е 1348 г.

## Социални практики
Членовете на парсийската общност се делят на атхорнан (свещенослужители) и бехдин (миряни).
Традиционно навсякъде, където живеят по-големи групи, парсите се обединяват в анджумани – общини, занимаващи се с благотворителност и взаимопомощ; анджуманите са и място за социални и културни контакти между членовете на общността. Анджуманите издържат множество учебни заведения и болници. Те поддържат също така агиарите (храмовете на огъня) и „кулите на мълчанието“.
В Мумбай се намира главната организация на парсите – Панчаят, която свиква Световен конгрес на парсите на всеки 5 години.
Парсите смятат богатството за резултат от набожността и за религиозна заслуга. Като цяло парсите са с добри доходи – средният доход на парсите е много по-висок от средния за страната, като въпреки че са под 0,06% от населението на Индия, държат не по-малко от 9% от едрия й капитал, правейки ги икономически най-свръхпредставената етническа група в една държава спрямо дела й в населението й в света. Традиционен поминък е търговията и банковото дело, освен това се занимават с винарство, корабостроене, работят в авиацията и образованието, сред тях има много лекари, адвокати, бизнесмени, учени, преподаватели, военни - сред които първия и един от двамата общо индийски фелдмаршали Сам Менекшоу, политици. Също така характерна сфера на реализация е спортът крикет. Парсите се отличават и с високо средно ниво на образование, както и с високата си степен на урбанизация. Политически активни са, предимно в партията „Индийски национален конгрес“.
Парси са: видният деец на индийското освободително движение Дадабхаи Наороджи, известният ядрен физик Хоми Джехангир Бхабха, диригентът Зубин Мета, солистът на рок-групата „Куийн“ Фреди Меркюри, собствениците на световноизвестните концерни – фамилиите Тата, Моди, Дастури.
Сред парсите няма просяци, скитници, проститутки; няма и парии. Съвсем малобройна е кастата на кхандиярите – това са служителите, които извършват погребалните ритуали и пренасят телата на мъртвите до „кулите на мълчанието“. Тази каста постепенно измира, тъй като се смята за оскверняващо дори да те погледне кхандияр; вследствие на това те се женят само помежду си. През 2002 г. в Мумбай е имало 13 семейства кхандияри.
Парсите са дружелюбна и напредничава общност, ползваща се с голямо уважение в Индия. Единственият им проблем е консерватизмът при избора на брачен партньор. Ортодоксалните парси смятат, че бракът извън общността е грях и децата от него вече не са парси, тъй като не се допускат да преминат ритуала за инициация. Освен това сред парсите са традиционни късните бракове. Около 30% от тях изобщо не сключват брак. Браковете често се сключват между роднини, макар и далечни. През последните 2 десетилетия около 35% от сключилите брак парси го правят извън общността. В резултат на тези практики общността бързо остарява и намалява числено. Ако се запази тази тенденция, след няколко поколения парсите ще изчезнат.

## Съвременност
Според преброяването от 1971 г. като парси са се определили 91 226 души. До 1981 г. техният брой е спаднал до 71 630, а до 1991 г. до 60 000.
Членовете на общността Парси са много по-богати от средния индиец. Парсите са най-грамотната общност в Индия с ниво на грамотност от 98%. Съотношението между половете е 1050 мъже към 1000 жени, същото като в останалата част на Индия, където има много по-малко момичета.
Във всяко място на компактно пребиваване парсите са обединени в групи, които се занимават с благотворителни дейности, организират делата на членовете на общността и служат като място за комуникация. Мумбай е домът на организацията-майка на парсите, Mumbai Panchayat, която свиква международен конгрес на парсите веднъж на всеки пет години.
В резултат на ниската раждаемост и смесените бракове общността бързо застарява и намалява числеността си. Повече от 30% от парсите са на възраст над 60 години. Процесът на свиване на общността се ускорява от емиграцията на млади хора. Има опасения, че индийската общност от парси може да изчезне напълно в обозримо бъдеще.

## Парсите и индийската икономика
Един от най-известните парси е Джамсетджи Тата, положил основите през втората половина на ХІХ в. на днешния концерн Tata Group. През 1870 г. започва с тъкачна фабрика. Впоследствие построява първия стоманолеярен завод в страната. Като меценат основава Индийския научен институт в Бангалор. Неговият наследник Джехангир Рейтанджи Тата основава националната авиокомпания „Еър Индия“ („Air India“), а друг негов наследник – Ратан Тата – от 1991 до 2012 година е глава на концерна „Тата“, чието подразделение Tata Motors придобива през 2004 г. южнокорейската фирма за производство на товарни автомобили Daewoo Commercial Vehicles Company и през 2008 г. – британската „Джагуар Ленд Ровър“ („Jaguar Land Rover“).